# Lotte Glatt
Lotte Glatt (* 23. Juni 1993 in Kirchheimbolanden) ist eine deutsche Moderatorin und Reporterin.

## Leben
Glatt studierte Romanistik, Fremdsprachen und Literatur an der Ludwig-Maximilians-Universität München (LMU) und der Universität Montpellier und schloss 2016 ihr Studium mit dem Bachelor ab.
Von 2016 bis 2019 belegte sie ebenfalls an der LMU ein Masterstudium in Journalismus.
Seit 2019 arbeitet Glatt für die Kindernachrichtensendung logo!, wo sie ab 2022 auch als Reporterin in der Sendung tätig war. Seit August 2024 ist sie als Nachfolgerin von Tim Schreder festes Mitglied des Moderationsteams.